# 크레이지 호스 (카바레)

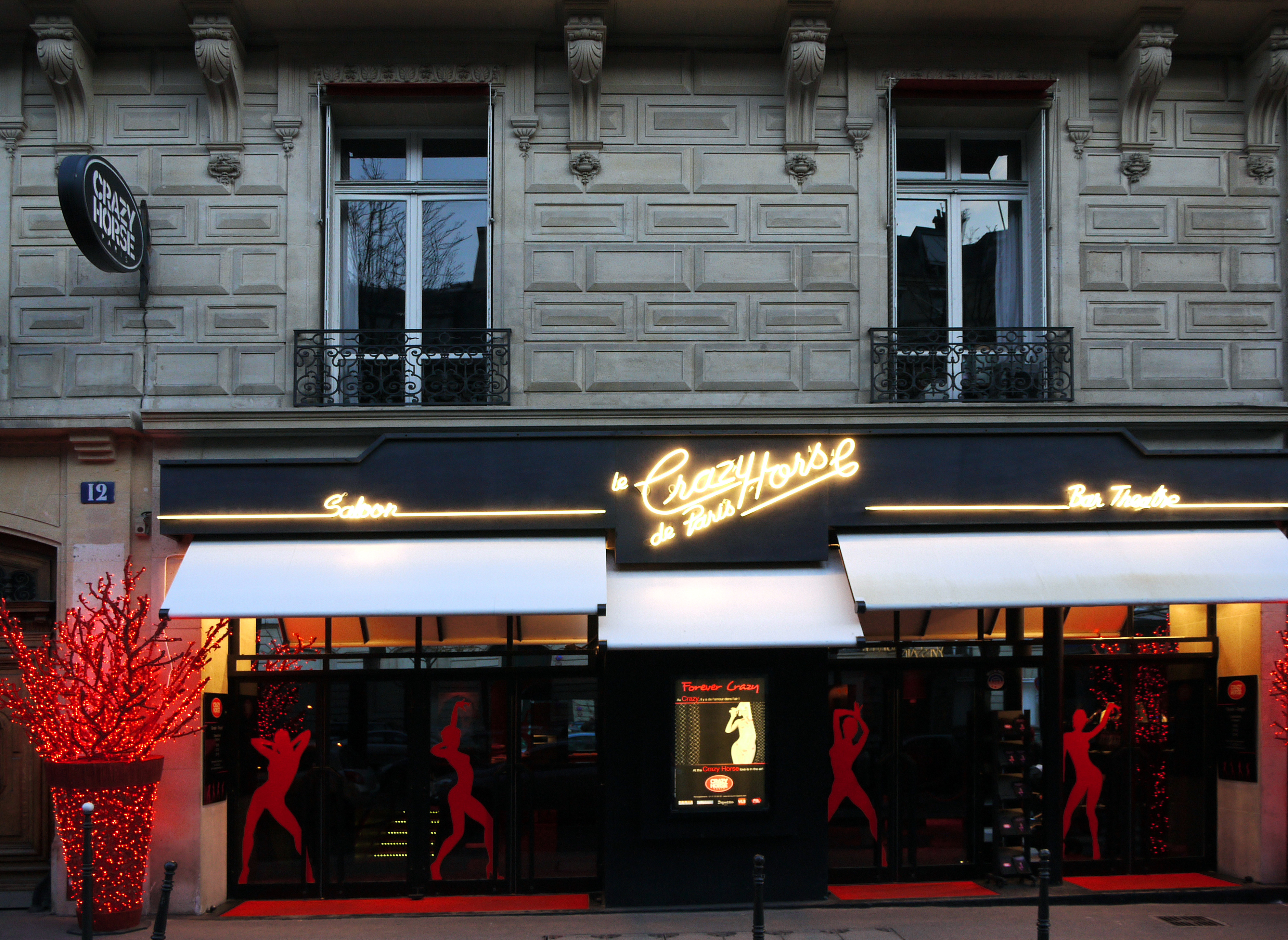
크레이지 호스

크레이지 호스(Crazy Horse)는 프랑스 파리에 있는 카바레로서 물랑루즈, 리도와 함께 파리 3대 카바레에 꼽힌다. 1951년 알랭 베르나당(Alain Bernadin)에 의해 설립되었다. 디타 본 티즈, 비욘세, 살바도르 달리, 루부탱, 리사와 콜라보하였다.

## 역사
크레이지 호스쇼는 1951년 아방가르드 예술가이자 여성의 아름다움을 찬미했던 알랭 베르나댕(Alain Bernardin)에 의해 시작되었다. 여성과 예술을 주제로 한 카바레 쇼를 만들고 싶어 했던 그는 우아한 곡선을 그리는 여성 무용수들의 완벽한 나신에 화려한 조명과 최신 뮤지컬 그리고 패션을 더하여 그 어디에서도 찾아볼 수 없는 독특한 예술적 감각이 돋보이는 쇼를 탄생시켰다.
2006년, 총괄 매니저 앙드레 데이센베르그(Andrée Deissenberg)는 쇼의 핵심을 이루는 예술 창작이라는 아이디어에 다시 한 번 주목하였고, 전 세계에서 가장 아름다운 매력을 소유한 여성들을 초청하여 아주 특별한 Le Crazy 쇼를 구상했다. 초청된 “게스트 스타”로는 디타 본 티즈(Dita Von Teese), 아리엘 돔바슬(Arielle Dombasle), 파멜라 앤더슨(Pamela Anderson), 클로틸드 쿠로(Clotilde Courau), 노에미 르누아르(Noémie Lenoir), 그리고 무대에서 드래그 퀸의 모습으로 노래하는 남자 가수, 콘치타 부르스트(Conchita Wurst) 등이 있다.
크레이지 호스는 여러 예술가에게도 영감을 주었다. 2009년 필립 드쿠플레(Philippe Decouflé)는 알리 마흐다비(Ali Mahdavi)와 함께 Désirs 쇼를 연출했고, 2012년에는 크리스찬 루부탱(Christian Louboutin)이 “Feu”라는 제목의 특별 쇼를 제작하며 Le Crazy와 함께한 최초의 “게스트 디자이너”로 이름을 올렸다. 2016년에는 세계적 란제리 디자이너인 샹탈 토마스(Chantal Thomass)와 협업하여 새로운 쇼를 제작하였다.
Le Crazy는 지난 수년간 로베르토 카발리(Roberto Cavalli), 아제딘 알라이아(Azzedine Alaia), 푸피 카돌(Poupie Cadolle), 앙투안 크뤼크(Antoine Kruk), 밥 싱클레어(Bob Sinclar), 스위즈 비츠(Swizz Beatz), 카일리 미노그(Kylie Minogue), 크리스티나 아길레라(Christina Aguilera), 미르와이즈(Mirwais), 모나치(Monarchy), 등 전 세계 패션, 예술, 음악 분야의 유명 인사들과 여러 차례 콜라보를 진행했다. 특히 비욘세(Beyoncé)는 2013년 12월에 발매된 앨범의 수록곡인 "Partition"의 뮤직비디오에서 크레이지 호스와 콜라보하였다.
파리에서 시작된 이 카바레 쇼는 데이비드 린치(David Lynch)와 엘렌 폰 운베르트(Ellen von Unwerth)를 비롯한 여러 사진작가에게도 영감을 주었다. 또한 L’Hôtel Amour 연작을 선보였던 이탈리아 사진작가 리카르도 티넬리(Riccardo Tinelli)는 2014년 4월 2일부터 11일까지 Purgatoire – 54 Paradis 갤러리에서 관능적인 여성미를 주제로 한 “Fabuleux Crazy Horse :  qui es-tu derrière ces lumières?”라는 전시회를 개최하기도 했다.

## 오는 방법
크레이지 호스는 파리 8구 12 avenue Georges V 에 위치하고 있다.
- 지하철 9호선 Alma Marceau
- 지하철 1호선 George V
- Autobus (버스) : 72. 43. 80. 63. 92. 정류장 Alma Marceau
- Vélib' (자전거) : 8045 (avenue Montaigne) 8046 (rue Marceau) 8047 (avenue Georges-V)

## 같이 보기
- 물랭 루주
- 카지노 드 파리